# 観音の滝 (佐賀県)

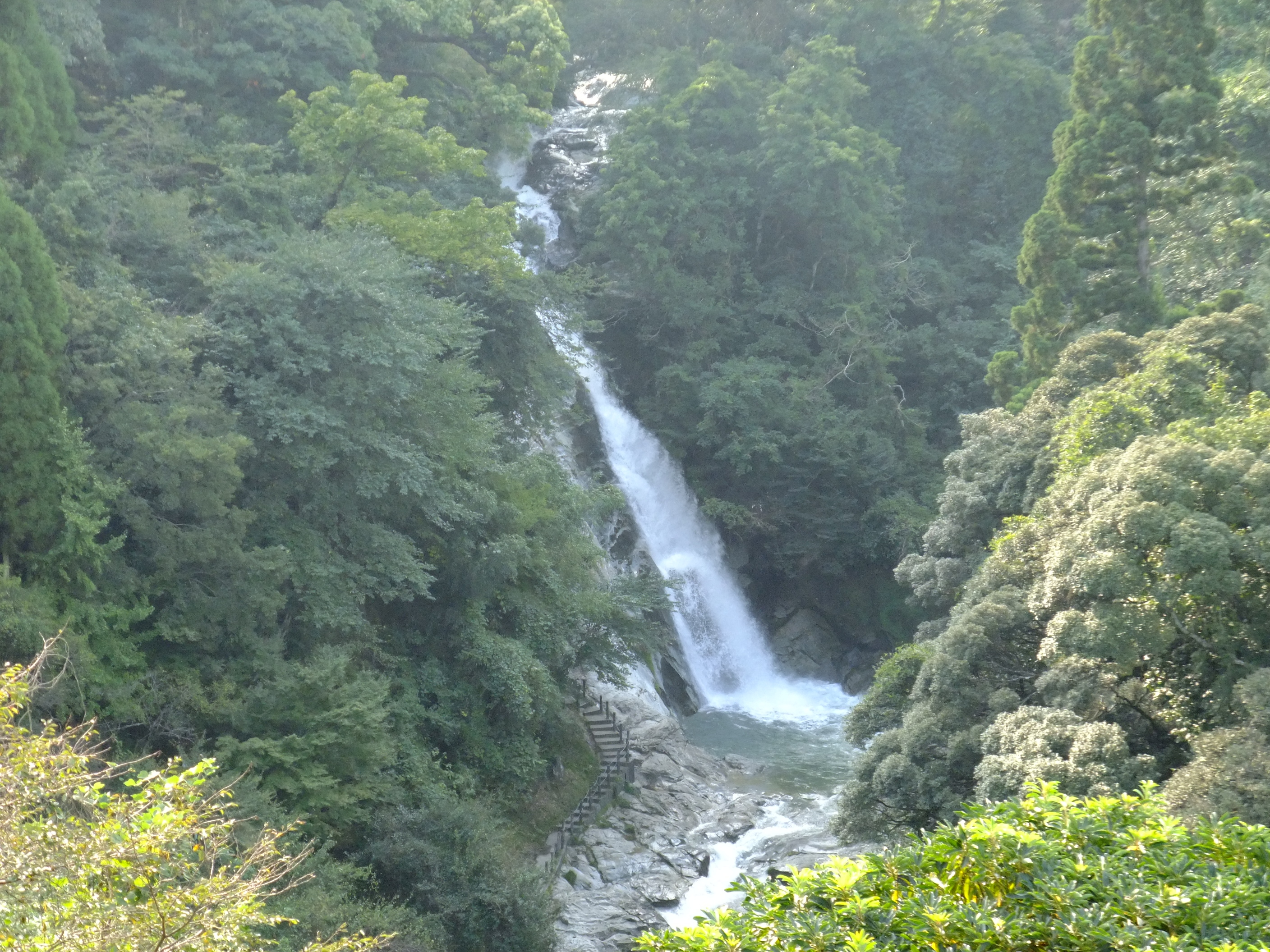
高所から遠望した観音の滝の全景

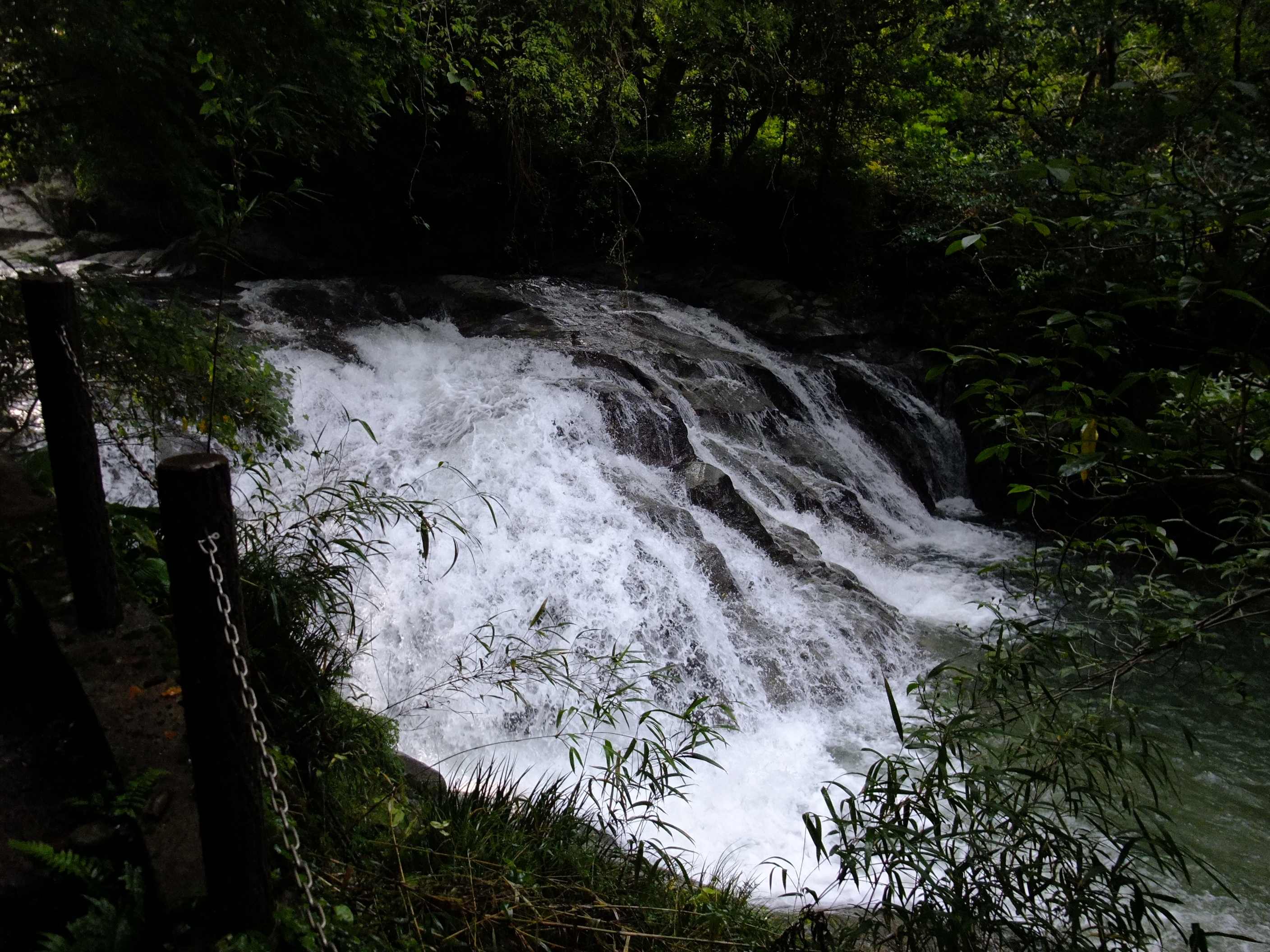
狭霧の滝

観音の滝（かんのんのたき）は、佐賀県唐津市七山の玉島川支流滝川（滝川川とも表記する）の中流にある滝。日本の滝百選に選定されている。

## 概要
観音の滝本体の落差は45メートル (m)、幅9 m。滝の袂からざっと見通せる落差は10 m程度で、そのためか落差を27 m、70 mなど異なる値で記載する資料もある。約70度の傾斜を流れ下る滝で、比較的大きく深い滝壺をつくり、水量のある時は水音を響かせ飛沫を上げる。
滝の上流側は比較的開けた地形で、研磨を受けた花崗岩がみられる。一方、下流側は川幅が狭い渓流になっている。周辺には観音の滝を含めて名の付いた8つの滝と淵が連なっていて、一帯の渓谷は耶馬溪になぞらえて七山耶馬溪とも称する。渓谷に沿い約2キロメートル・所要時間30分程度の遊歩道があって、それぞれの滝や淵に近づくことができる。展望台や駐車場も設けられている。
渓谷は梅や山椿の名所で、桜や新緑、紅葉などの季節の景観も見られる。昭和後期には放流を伴う川魚の遊漁が盛んに行われていたが、現在はヤマメの回遊の場となっている。また、毎年8月には「国際渓流滝のぼりINななやま」が開催される。

### 8つの滝と淵
上流から順に以下の滝と淵が連なる。
- 清めの淵 - 福聚院の参拝者がここで手を洗い清めたことに由来する[7][11]。
- 観音の滝 - 別名男滝[7]。
- 木がくれの淵 - 川岸から木々がせり出す[7][11]。
- 狭霧（さぎり）の滝 - 木がくれの淵のすぐ下流。水流から飛沫が上がり遊歩道まで飛んでくる[7][11]。
- 静寂（しじま）の淵 - 水深が深く水流は穏やか[7][11]。
- 白竜の滝 - 岩々の間を流れる。名前はその流れが雲間を走る白い竜のようであることに由来[7]。
- 奥梅豆羅（おくめづら）の淵 - 七山村の第5代村長三吉野晴吉が奥梅豆羅渓谷と呼んだことに由来。万葉歌碑がある[7][11]。
- 白絹の滝 - 白い飛沫が絹の布を広げたように見えることに由来[7][11]。

## 滝の伝説・生目観音
右岸側の滝口の傍には、滝の名の由来となった「生目（いくめ）観音」を祀る鳴神山福聚院（ふくじゅいん）の観音堂がある。観音堂は正徳4年（1714年）建立で、「滝の観音」の通称もある。
滝と観音には広沢局（ひろさわのつぼね）の眼病治癒にまつわる伝説がある。桃山時代の文禄元年（1592年）、文禄の役の際に豊臣秀吉が名護屋城に来陣し朝鮮出兵の指揮にあたった。この時、名護屋越前守経述の妹が秀吉の身の回りの世話を行った。秀吉は、この気立てが良く美人の女性を気に入り広沢局と呼んだ。広沢局は文禄3年（1594年）に眼病を患った。そこで生目観音を訪れて21日間の祈祷を行い滝の水で目を洗ったところ、眼病が治ったという。
広沢局はその礼に生目観音に小堂を建て、さらに名護屋城山里丸の一角に観音の分霊を祀ったと伝えられる。また広沢寺にある広沢局の墓は東向きに建てられていて、生目観音の方を向いているという。こうしたいわれから、以後眼病平癒を祈願する参拝者が訪れるようになった。従前は参拝者の間で滝の水を目につけると治るとされていたほか、布切れに願い事を書いて奉納すると叶うとする風習があって、観音堂には多くの布が掛けられた。

## アクセス
- JR筑肥線浜崎駅よりタクシーにて25分[11]。
- 車の場合は、長崎自動車道佐賀大和ICより45分、西九州自動車道浜玉ICより20分。100台規模の無料駐車場がある[11]。

## 周辺
滝から約750 m下流には渓流に面したコテージのロフティ七山がある。七山はほかに農産物直売所や温泉施設などがある。
滝から川沿いに道路を上ると、桑原集落の先には佐賀県自然環境保全地域に指定されている樫原湿原がある。反対に川を下ると、浜崎海岸や虹ノ松原など海岸沿いの観光地がある。

## その他
佐賀県内には「観音滝」と称する滝が他にもあり、佐賀県大百科事典（1983年）には、神埼市脊振町犬井谷地区の田手川上流にある滝と、多久市北多久町小侍の高木川内地区の高木川内川にある滝が掲載されている。